# Brug bij Oelegem (E34)
De brug bij Oelegem in de E34 is een liggerbrug over het Albertkanaal nabij Oelegem in de Belgische gemeente Ranst. De brug maakt deel uit van de autosnelweg E34.